# Черният кос
 Тази статия е за местността в Самоков.  За вилната зона в София, България вижте Черния кос.  
Черният кос в Самоков е местност с едноименната единствена все още действаща шанца за ски скокове в България.
Същото име носи и вече изоставена и неизползвана ски шанца във Витоша, изградена през 1930-те години.
Всяко лято на шанцата се провеждат младежки състезания, където участват предимно български състезатели. Шанцата има изградени улеи за ски от стомана, но пластмасовата настилка, произведена в Чехия, е на повече от 20 години. Шанцата има общо 3 хълма – K40, K25, K10, но не всички са в добро състояние. Най-добрите български състезатели в този спорт са започвали кариерата си на тази шанца – Владимир Зографски, Владимир Бреичев, Емил Зографски, Петър Фъртунов и други.
Рекордът на шанцата е 42 метра, постигнат от Петър Фъртунов на 26 септември 2004 г.